# Sèrra de Sauvadies
La Sèrra de Sauvadies és una serra situada al municipi de Naut Aran a la comarca de la (Vall d'Aran), amb una elevació màxima de 2.672,3 metres, en un coll on enllaça amb el Montardo.
És, de fet, el contrafort nord del Montardo.